# 영산장마로
영산장마로(Yeongsanjangma-ro)는 대한민국 경상남도 창녕군 장마면 동정삼거리에서 영산면 영산사거리까지 연결되는 도로이다.

## 주요 경유지
경상남도
- 창녕군 (장마면 - 계성면 - 영산면)

## 노선
| 이름       | 접속 노선                  | 소재지 | 소재지 | 비고                 |
| ---------- | -------------------------- | ------ | ------ | -------------------- |
| 동정삼거리 | 국도 제79호선 (유어장마로) | 창녕군 | 장마면 | 국도 제79호선과 중복 |
| 화영삼거리 | 창녕장마로                 | 창녕군 | 장마면 | 국도 제79호선과 중복 |
| 화영교     |                            | 창녕군 | 장마면 | 국도 제79호선과 중복 |
| 강리삼거리 | 남지장마로                 | 창녕군 | 장마면 | 국도 제79호선과 중복 |
| 장마사거리 | 장마길                     | 창녕군 | 장마면 | 국도 제79호선과 중복 |
| 삼신고개   |                            | 창녕군 | 계성면 | 국도 제79호선과 중복 |
| 봉산삼거리 | 봉산관동1로                | 창녕군 | 계성면 | 국도 제79호선과 중복 |
| 계성삼거리 | 명리월평길                 | 창녕군 | 계성면 | 국도 제79호선과 중복 |
| 계성교차로 | 국도 제5호선 (경남대로)    | 창녕군 | 계성면 | 국도 제79호선과 중복 |
| 봉산교차로 | 국도 제5호선 (경남대로)    | 창녕군 | 계성면 | 국도 제79호선과 중복 |
| 영산사거리 | 영산계성로 신영산로        | 창녕군 | 영산면 | 국도 제79호선과 중복 |

## 주요 건물 및 시설
- 장마주유소 (영산장마로 112/산지리 354-3)
- 태평양주유소 (영산장마로 638/봉산리 48)
- GS칼텍스 대동주유소 (영산장마로 660/명리 973-8)
- 영산119안전센터 (영산장마로 697/서리 272-10)
- SK에너지 행복충전 경성에너지 영산충전소 (영산장마로 733/서리 209-7)